# Середина Буда
Середина-Буда (на украински: Середина-Буда) е град в Северна Украйна. Намира се в Сумска област, близо до границата с Русия. Населението на града е около 7022 души.